# Loka (Frans-Guyana)
Loka is een dorp aan de Lawarivier in de gemeente Papaichton in Frans-Guyana. Het dorp ligt stroomafwaarts na Papaichton. Het gelijknamige Loka in Suriname ligt honderd kilometer noordelijker aan de Marowijnerivier, de rivier in het verlengde van de Lawa.
In het dorp wonen marrons van de stam Aluku. Hier zijn traditionele houten woningen bewaard gebleven met V-daken en tembé-sierpanelen. Deze werden in de periode 2017-2020 gerestaureerd door speciaal opgeleide teams.